# Markendorf (Frankfurt (Oder))
Markendorf (Anhörenⓘ) ist ein Ortsteil der kreisfreien Stadt Frankfurt (Oder) südöstlich von Berlin in Brandenburg.

## Geografie
Während der Weichseleiszeit machte das Gletschereis einen Bogen von Döbberin über Rosengarten, südlich an Booßen vorbei, weiter über Beresinchen bis nach Kunowice. Als das Eis taute, floss das Schmelzwasser oberhalb von Frankfurt nach Süden. Man nimmt an, dass ein kleiner Nebenstrom aus dem Sandgrund und Langen Grund bei Güldendorf in diesen Strom mündete. Das Wasser sammelte sich in einer Rinne, dem sogenannten Warschau-Berliner Urstromtal. Es bildete sich eine Endmoränenlandschaft mit größeren Erhebungen, die Ablagerungen westlich der Oder bildeten eine Hochfläche, das heutige Lebuser Land.

## Politik

### Gemeindegliederung
Markendorf ist seit 1947 nach Frankfurt (Oder) eingemeindet. Die Fläche des Ortsteils ist identisch mit dem Stadtgebiet Markendorf. Der Ortsbeirat besteht aus 5 Mitgliedern. Ortsvorsteher ist zur Zeit Frank Walther.

## Geschichte
Die Ortslage Markendorf geht auf die alte sorbische Deichansiedlungen namens „Słubia“ zurück und lässt in ihrer Deutung auf ein gleichnamiges Fließ Slûbe oder Slubníca (altsorbisch auch bezeichnet für „Schlaube“) schließen.
Erstmals erwähnt wurde Markendorf in alten polnischen Urkunden als Margrabiow, Lehnträger war margrabia Ludwig Rzymski, Markgraf der Mark Brandenburg Ludwig „der Römer“. Im Zehntregister des Bistums Lebus von 1400 wird Markendorf mit 64 Hufen erwähnt. Auf den Pfarrer entfielen davon 4.
Die häufigen Besitzwechsel werden in den Urkunden bezeugt, sie geben dem Ort auch verschiedene Name: 1412 war von dem Dorfe Markgreuendorf die Rede, dann Markgrewendorf, 1452 Marggraffendorf, 1474 Marggrauendorf, 1497 Marggrauendorp, im gleichen Jahr sogar Mariendorf. Erst 1538 findet sich die Schreibweise Markendorf, mitunter auch Marckendorff.
Über längere Zeiträume besaß die Familie von Burgsdorff Anteile des Dorfes. Diese verkaufte 1597 die Windmühle vor Markendorf an die von Röbels von Rosengarten. Der Käufer wurde verpflichtet, die Mühle bis zum Johannis 1598 nach Lichtenberg zu versetzen. Ihre Reste wurden dort 1906 zum Bau eines Bismarckturmes verwendet. 1598 war die Kirche in Hohenwalde eine Filialkirche mit zwei Hufen.
1622 stiftete Jacob von Burgsdorff der Dorfkirche eine Glocke, die 1632 in der Frankfurter Unterkirche eingelagert werden musste, da das Dorf im Dreißigjährigen Krieg zerstört wurde.

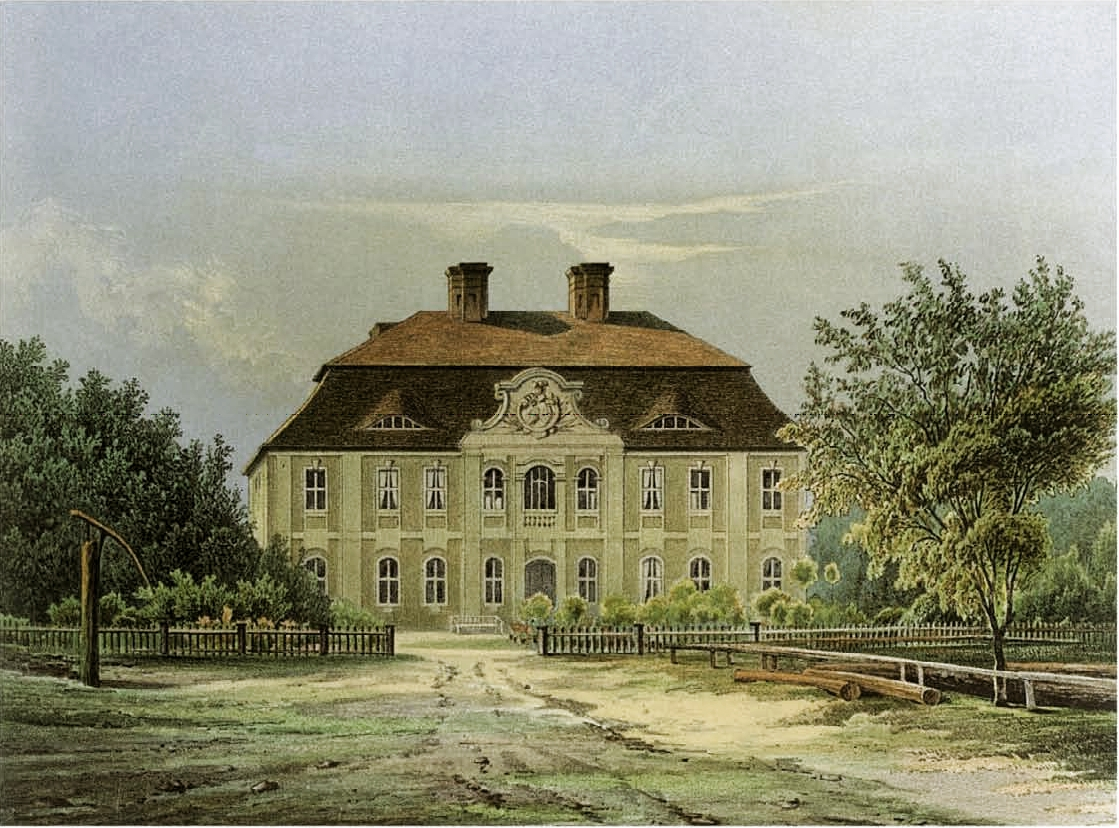
Gutshaus Markendorf, Ansicht zwischen 1857 und 1858

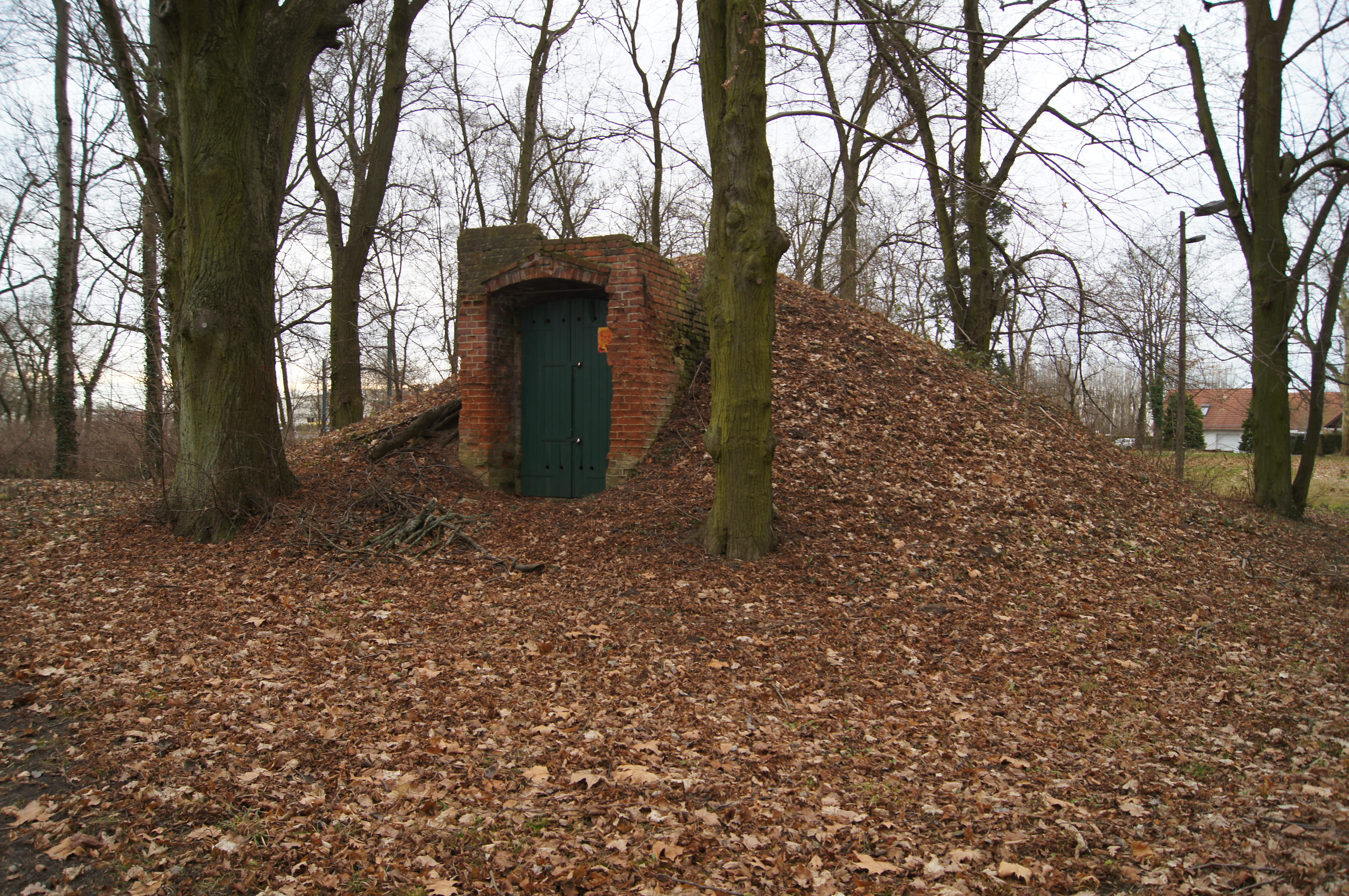
Eiskeller im Gutspark 2013

Das Dorf entwickelt sich und Ende des 17. Jahrhunderts wird ein massives Gutshaus erbaut. Im 18. Jahrhundert hat es nicht nur schöne Gartenanlagen, sondern später auch ein Gewächshaus mit einer Ananastreiberei. Die zugehörigen Wirtschaftsgebäude sind in massiver Bauweise, aber auch aus Fachwerk errichtet. Eugen von Burgsdorff (1841–1877) stabilisierte das als Fideikommiss geführte Rittergut mit den Zubehörungen in den Nachbardörfern. Im dann damals erstmals amtlich publizierten Generaladressbuch der Ritterguts- und Gutsbesitzer für das Königreich Preussen, Lieferung Provinz Brandenburg, wird Markendorf als Rittergut mit 1013,75 ha aufgeführt. Der Anteil des Waldes ist auf 519 ha beziffert. Besitzer war der minderjährige (Minorenner) Hans von Burgsdorff. Zum Betrieb gehört eine Brennerei zudem eine Ziegelei. Pächter ist Ober-Amtmann Gebauer, die Burgsdorffs wohnen in Potsdam. 1929, also kurz vor der großen Wirtschaftskrise, besitzt Friedrich Carl von Burgsdorff-Markendorf (1896–1952) etwa 940 ha. Des Weiteren als Mitinhaber sein Bruder Botho-Meinhard von Burgsdorff (1907–1944) zu ½ für Hohenwalde (insgesamt 359 ha). Carzig ist Majorat mit 350 ha.

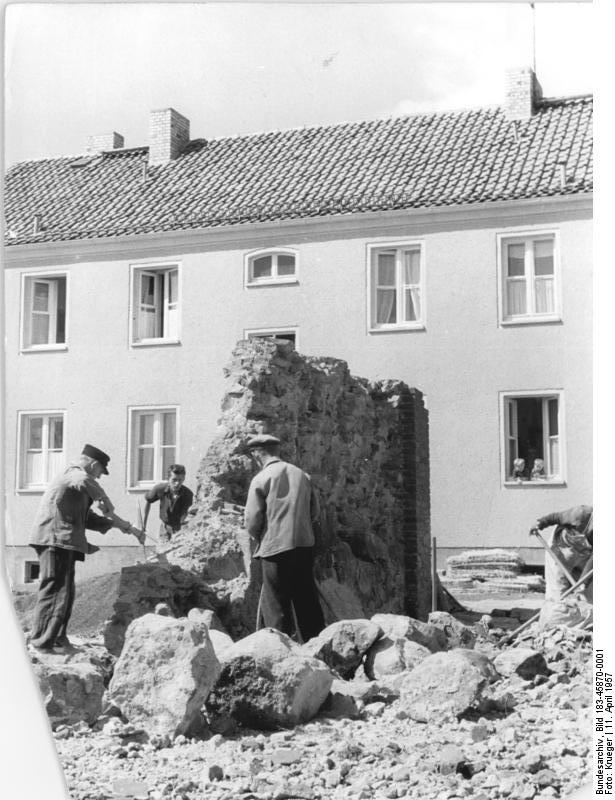
Am 11. April 1957 wird die letzte Mauer einer Gutsscheune abgerissen, um Wohnhäusern Platz zu machen

Im Frühjahr 1945 wurde der Ort durch die Kampfhandlungen des Zweiten Weltkrieges schwer zerstört. Mit der Bodenreform 1946 werden die von Burgsdorff enteignet, das Land an Neubauern verteilt. In den ersten Nachkriegsjahren entstanden Siedlungshäuser aus dem Ruinenmaterial des Ortes. Es erfolgte 1947 die Eingemeindung in die Stadt Frankfurt (Oder). 1952 wurde die 1. Frankfurter LPG gegründet. Das Volkseigene Gut Obstproduktion wird in den Folgejahren ortsprägend durch seine Obstplantagen.

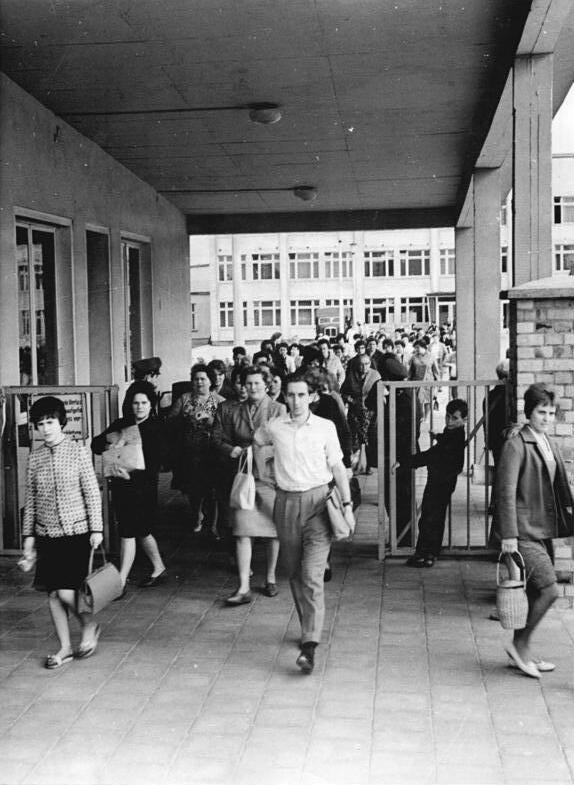
Schichtwechsel im Halbleiterwerk am 12. Oktober 1964

In der Deutschen Demokratischen Republik wird Markendorf insbesondere durch das Kombinat VEB Halbleiterwerk bekannt. Von 1958 bis 1977 wurde in einzelnen Bauabschnitte das Werk und die dazugehörigen Betriebswohnungen an der Wildbahn errichtet. Im Jahre 1978 arbeiteten 5400 Menschen im Werk, viele aus dem angrenzenden Polen. Das Werk wird im gleichen Jahr an den VEB Kombinat Mikroelektronik Erfurt angegliedert.
1983 wurden Gebäude des neuen Bezirkskrankenhauses eingeweiht. Um den Beschäftigten des Halbleiterwerkes aus der Umgebung den Weg zur Arbeit zu erleichtern, wird 1988 die Straßenbahnlinie bis Markendorf erweitert.
Mit der Wende erfolgt die Abwicklung dieser Unternehmen durch die Treuhandanstalt. Das Halbleiterwerk hatte zu diesem Zeitpunkt über 8000 Beschäftigte. Die neu entstandene Halbleiter Elektronik GmbH hat 1992 622 Mitarbeiter. Mit einer Beschäftigungs- und Qualifizierungsgesellschaft (BQG) versuchte man ab 1993, über Qualifizierung die Fachkräfte der Mikroelektronik wieder in Arbeit zu bringen. Nachfolger des Halbleiterwerkes waren die SiMI Silicium Microelectronic Integration GmbH, die Megaxess GmbH Deutschland, die MSF Microtechnology Services Frankfurt (Oder) GmbH und die Chipfabrik Frankfurt (Oder). Inzwischen haben sich über 80 klein- und mittelständische Betriebe auf dem ehemaligen Werksgelände angesiedelt.
Die Obstplantagen wurden gerodet und nur teilweise durch neue ersetzt. 30.000 Quadratmeter der ehemaligen Obstanbaufläche werden zum Sondergebiet und im Flächennutzungsplan als Gewerbegebiet ausgewiesen. Die Freiwillige Feuerwehr des Dorfes wurde aufgelöst.
Ab den 1990er Jahren entstanden neue Eigenheimsiedlungen, das Krankenhaus erhielt einen Hubschrauberlandeplatz und wurde zur Klinikum Frankfurt (Oder) GmbH, einem akademischen Lehrkrankenhaus der Charité-Universitätsmedizin Berlin, Tochterunternehmen des Rhön-Klinikum. Die Unfallkasse Brandenburg und Feuerwehr-Unfallkasse Brandenburg haben ihren Sitz ebenfalls im Ort.
Der Markendorfer Ortsverein e. V. wurde 1991 gegründet.
2009 wurde der historische Friedhof von ABM-Kräften saniert. Ein von Schmiedemeister Klaus Kuke 2017 hergestelltes und dem Ort geschenktes gusseisernes Kreuz wurde im Zentrum eines kleinen Lapidariums aufgestellt. Es wurde im Oktober 2019 gestohlen, im Januar 2020 jedoch wieder zurückgebracht. Ebenfalls 2019 brachen wegen einer fehlenden Abdeckung etwa sieben Meter der rund 65 Meter langen, 1,10 Meter hohen und 60 Zentimeter tiefen Friedhofsmauer ein und wurden wieder hergerichtet.

## Tourismus
Seit 1977 ist das Baumblütenfest ein kultureller Höhepunkt. Auf Grund der günstigen Verkehrsanbindung und den vorhandenen Übernachtungsmöglichkeiten im Ort, stehen Besuchern alle kulturellen Einrichtungen der Stadt Frankfurt (Oder) und des nahen Słubice zur Verfügung. Besuche ins nahe Schlaubetal sind ebenfalls möglich.

## Sehenswürdigkeiten

### Naturdenkmäler
- Drillingseiche am Rand des Friedhofswäldchens mit einem Brusthöhenumfang von 8,86 m (2016).[11] Der Baum wurde im April 2024 zum Nationalerbe-Baum ausgezeichnet.[12]

## Wirtschaft und Infrastruktur

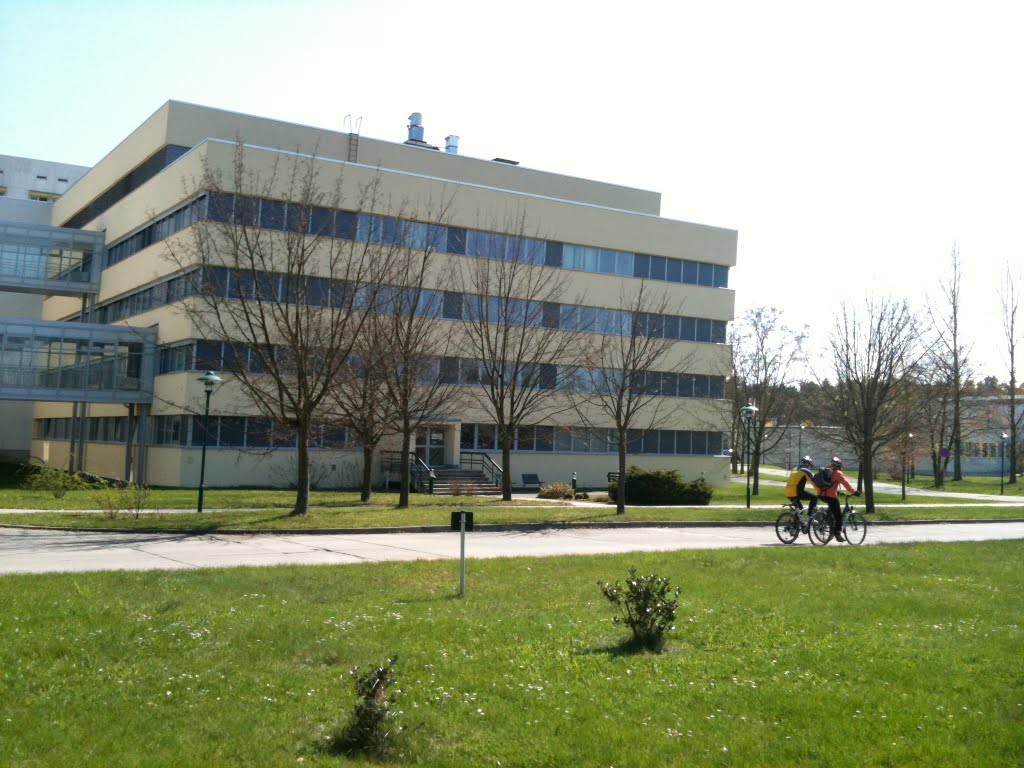
Klinikum

### Verkehr
- Frankfurt hat einen Bahnhof an der Regionalbahnlinie RE 1 des Verkehrsverbunds Berlin-Brandenburg. Der RE 1 verkehrt über Eisenhüttenstadt – Frankfurt – Berlin – Potsdam – Brandenburg/Magdeburg. Die Strecke ist seit 1990 elektrifiziert.
- An Wochentagen gibt es Busverkehr vom Bahnhof Rosengarten über die Firmenstandorte Conergy, Landgericht, OderSun, FirstSolar, Klinikum nach Markendorf Ort.
- Markendorf liegt südlich der Bundesautobahn 12, welche von Frankfurt (Oder) nach Berlin verläuft und westlich der B 112, an der B87n.

### Unternehmen
- Am 3. November 2011 eröffnete im Beisein des Ministerpräsidenten Matthias Platzeck das in Frankfurt (Oder) ansässige Versandhandelsunternehmen HTM GmbH ein neues Logistikzentrum mit einer Investitionssumme von 1,3 Millionen Euro.[13] Der Betrieb wurde nach der Insolvenz (2013) im November 2015 vollständig aufgelöst.

### Bildung
Schulen befinden sich in Frankfurt (Oder).

### Gesundheitswesen
Das Klinikum Frankfurt (Oder) ist ein Schwerpunktversorger mit 773 Betten und 69 Tagesklinikplätzen (Stand 2013), der 2002 100%ige Tochter des Rhön-Konzerns wurde.

## Söhne und Töchter (Auswahl)
- Hans-Henning von Burgsdorff (1866–1917), Jurist und Politiker